# Barbera del Monferrato superiore
Le Barbera del Monferrato superiore est un vin rouge sec ou doux italien de la région Piémont doté d'une appellation DOC depuis le 9 janvier 1970. Seuls ont droit à la DOC les vins rouges récoltés à l'intérieur de l'aire de production définie par le décret.

## Aire de l'appellation
Les vignobles autorisés se situent en province d'Asti et en province d'Alexandrie.
voir l'article Barbera del Monferrato
La superficie plantée en vignes est de 2.396 hectares.
Le vin rouge du Barbera del Monferrato superiore répond à un cahier des charges plus exigeant que le Barbera del Monferrato, essentiellement en relation avec le titre alcoolique et le vieillissement.

## Caractéristiques organoleptiques
- couleur : rouge rubis plus ou moins intense
- odeur : vineux
- saveur : sec ou légèrement moelleux, moyennement corsé, parfois vif ou pétillant

## Production
Province, saison, volume en hectolitres :
- pas de données disponibles